# Union Sportive Boulogne Côte d'Opale
O Union Sportive Boulogne Côte d'Opale (ou apenas US Boulogne) é um clube de futebol da França, com sede na cidade de Boulogne-sur-Mer, na região de Pas-de-Calais. Desde 2014 disputa a Ligue 3 do campeonato francês.
Suas partidas como mandante ocorrem no Stade de la Libération, com capacidade para 7000 torcedores. Suas cores principais são preto e vermelho.
Foi no Boulogne que o meio-campista Franck Ribéry iniciou sua carreira, em 2000.

## Títulos
- Copa dos Campeões da França: 1948.